# Eduardo Quaresma
Eduardo Filipe Quaresma Coimbra Simões (Barreiro, Portugal, 2 de marzo de 2002), más conocido como Eduardo Quaresma, es un futbolista portugués que juega de defensa en el Sporting C. P. de la Primeira Liga.
Es pariente lejano del exfutbolista Zico.

## Trayectoria
Comenzó su carrera deportiva en el Sporting Club de Portugal, club con el que debutó como profesional el 4 de junio de 2020 en un partido de la Primeira Liga portuguesa, con tan sólo 18 años, lo que llamó la atención de numerosos equipos europeos.
En julio de 2021 fue cedido una temporada al C. D. Tondela. Al año siguiente fue el TSG 1899 Hoffenheim quien logró su cesión.

## Selección nacional
Ha sido internacional sub-15, sub-16, sub-17, sub-18 y sub-19 con la selección de fútbol de Portugal.

## Estadísticas

### Clubes
Actualizado al último partido disputado el 10 de mayo de 2025.
| Club                              | Div.          | Temporada     | Liga  | Liga  | Copas nacionales | Copas nacionales | Copas internacionales | Copas internacionales | Total | Total |
| Club                              | Div.          | Temporada     | Part. | Goles | Part.            | Goles            | Part.                 | Goles                 | Part. | Goles |
| --------------------------------- | ------------- | ------------- | ----- | ----- | ---------------- | ---------------- | --------------------- | --------------------- | ----- | ----- |
| Sporting C. P. Portugal           | 1.ª           | 2019-20       | 9     | 0     | —                | —                | —                     | —                     | 9     | 0     |
| Sporting C. P. Portugal           | 1.ª           | 2020-21       | 2     | 0     | 1                | 0                | 0                     | 0                     | 3     | 0     |
| Sporting C. P. "B" Portugal       | 4.ª           | 2020-21       | 6     | 0     | —                | —                | —                     | —                     | 6     | 0     |
| Sporting C. P. "B" Portugal       | Total club    | Total club    | 6     | 0     | 0                | 0                | 0                     | 0                     | 6     | 0     |
| C. D. Tondela Portugal            | 1.ª           | 2021-22       | 25    | 2     | 5                | 0                | —                     | —                     | 30    | 2     |
| C. D. Tondela Portugal            | Total club    | Total club    | 25    | 2     | 5                | 0                | 0                     | 0                     | 30    | 2     |
| TSG 1899 Hoffenheim II · Alemania | 4.ª           | 2022-23       | 6     | 0     | —                | —                | —                     | —                     | 6     | 0     |
| TSG 1899 Hoffenheim II · Alemania | Total club    | Total club    | 6     | 0     | 0                | 0                | 0                     | 0                     | 6     | 0     |
| TSG 1899 Hoffenheim · Alemania    | 1.ª           | 2022-23       | 4     | 0     | 0                | 0                | —                     | —                     | 4     | 0     |
| TSG 1899 Hoffenheim · Alemania    | Total club    | Total club    | 4     | 0     | 0                | 0                | 0                     | 0                     | 4     | 0     |
| Sporting C. P. Portugal           | 1.ª           | 2023-24       | 20    | 1     | 6                | 0                | 4                     | 0                     | 30    | 1     |
| Sporting C. P. Portugal           | 1.ª           | 2024-25       | 19    | 1     | 4                | 0                | 5                     | 0                     | 28    | 1     |
| Sporting C. P. Portugal           | Total club    | Total club    | 50    | 2     | 11               | 0                | 11                    | 0                     | 82    | 2     |
| Total carrera                     | Total carrera | Total carrera | 91    | 4     | 16               | 0                | 11                    | 0                     | 107   | 4     |

## Palmarés

### Títulos nacionales
| Título                      | Club           | País     | Año  |
| --------------------------- | -------------- | -------- | ---- |
| Copa de la Liga de Portugal | Sporting C. P. | Portugal | 2021 |
| Primeira Liga               | Sporting C. P. | Portugal | 2021 |
| Primeira Liga               | Sporting C. P. | Portugal | 2024 |
| Primeira Liga               | Sporting C. P. | Portugal | 2025 |
| Copa de Portugal            | Sporting C. P. | Portugal | 2025 |